# 미국 사회학 저널
《미국 사회학 저널》(American Journal of Sociology)은 사회학과 관련 사회과학 분야의 독자적 연구와 서평이 게재되는 격월 동료 평가 학술지이다. 1895년 최초로 발간되었으며, 시카고 대학교에 기반하여 시카고 대학교 출판부에서 발간하고 있다.